# Ліліт Карапетян
Ліліт Карапетян (нар. 16 липня 1992) — вірменська футболістка, нападниця.

## Клубна кар'єра
На батьківщині захищала кольори «Бананца».
Влітку 2012 року переїхала в «Іллічівку». У Вищій лізі України дебютувала 4 серпня 2012 року в програному (0:6) виїзному поєдинку 10-о туру проти чернігівської «Легенди». Ліліт вийшла на поле в стартовому складі та відіграла увесь матч. У складі «Іллічівки» зіграла 6 матчів у чемпіонаті України та 2 поєдинки у національному кубку. Напередодні старту сезону 2013 року залишила маріупольський клуб.
Після відходу з «Іллічівки» переїхала до сусідньої Білорусі, де підписала контракт з місцевою «Надією». Дебютувала у футболці нового клубу 26 травня 2013 року в програному (0:3) поєдинку Вищої ліги проти «Мінська». Дебютними голами за мозирську команду відзначилася 8 червня 2013 року в переможному (34:0) виїзному поєдинку чемпіонату Білорусі проти «Вікторії-86» (Берестя). У білоруські Вищій лізі зіграла 19 матчів (6 голів), ще 4 поєдинки провела в кубку Білорусі. 

## Кар'єра в збірній
У футболці дівочої збірної Вірменії WU-17 в програному (0:24) поєдинку першого кваліфікаційного раунду чемпіонату Європи WU-17 проти Данії. Зіграла за команду 6 матчів. До 2011 року провела 8 матчів у складі молодіжної збірної Вірменії WU-19.
У збірній Вірменії грала до 2012 року, допоки та не була розформована. З 2009 по 2011 роки провела 18 матчів у національній команді.